# Sc (tableur)
sc est un tableur libre en mode texte qui fonctionne sur les systèmes UNIX et sur les systèmes d'exploitation de type UNIX. Il existe aussi un port de ce logiciel sous Microsoft Windows. On le lance dans un émulateur de terminal et il possède une interface très simple utilisant des raccourcis clavier qui rappellent ceux de l'éditeur de texte Vim. Il peut être utilisé comme tout autre tableur, par exemple pour traiter des données financières.
Ce programme utilise la bibliothèque d'interface ncurses et possède une documentation très riche qui décrit ses options de configuration. Il contient une bibliothèque de formules mathématiques très complète et utilise le même format de fichier que le logiciel XSpread. Ce programme fut d'abord nommé vc.
sc est disponible dans les dépôts des distributions Linux les plus courantes comme Debian, Ubuntu, Arch Linux ou Fedora ou des UNIX libres comme FreeBSD.
Le programme n'est plus développé activement. Son successeur, sc-im revendique le même rapport avec sc que vi avec son successeur vim.